# جون أنغوس
جون أنغوس (بالإنجليزية: John Angus)‏ (2 سبتمبر 1938 في المملكة المتحدة - 8 يونيو 2021) هو لاعب كرة قدم بريطاني في مركز الظهير. شارك مع منتخب إنجلترا لكرة القدم. أما مع النوادي، فقد لعب مع نادي بيرنلي.

## وصلات خارجية
- جون أنغوس على موقع قاعدة بيانات كرة القدم.إي يو (الإنجليزية)
- جون أنغوس على موقع ناشيونال فوتبول تيمز (الإنجليزية)
- جون أنغوس على موقع عالم كرة القدم.نت (الإنجليزية)